# Camila Recabarren
Camila Recabarren Adaros (née le 22 mars 1991 à Copiapó) est la Miss Monde Chili 2012.

## Télévision
- 2012 : No basta con ser bella : Miss Chile 2012 (Canal 13) : Elle-même - Gagnante (Miss Monde Chili)
- 2013 : Mucho gusto (Mega) : Elle-même (Invitée)
- 2013 : Bienvenidos (Canal 13) : Elle-même (Invitée)
- 2013 : Proyecto Miss Chile (Canal 13) : Elle-même (Miss Monde Chili 2012)
- 2014 : Secreto a voces (Mega) : Elle-même
- 2014 : Amor a prueba (Mega) : Elle-même (Participante - Expulsée)
- 2016 : ¿Volverias con tu Ex? (Mega) : Elle-même (Participante - Finaliste)
- 2017 : Mujeres primero (La Red) : Panéliste
- 2017 : Hola Chile (La Red) : Panéliste